# Фостье, Йохан
Йохан Фостье (фр. Johan Fostier, род. 3 декабря 1971 года, Филиппвиль, Бельгия) — бельгийский исполнитель на классической гитаре. Лауреат престижных международных конкурсов.

## Биография
Окончил Королевскую консерваторию в Брюсселе (по специальностям гитара, камерная музыка и педагогика, обладатель Diplome Superieur summa cum laude). Затем продолжил обучение у Альберто Понсе в Ecole Normale Supérieure de Musique in Paris (Франция) и в  Hochschule für Musik Freiburg (снова стал обладателем Diploma of Virtuosity summa cum laude) у Йоахима Фрейри и Сюзанн Мебес, а также в L’Université libre de Bruxelles. Посещал мастер-классы Эдуардо Исаака, Нигеля Норта, Дэвида Старобина, Мануэля Барруэко и Дэвида Рассела.
Выступал с концертами в странах Европы и Северной Америки, Северной Африки. Неоднократно давал концерты в городах России (Москва, Санкт-Петербург, Калининград, Владимир...). Сотрудничает на постоянной основе с известными музыкантами: Эвелин Боген (в составе Almaviva Duo), Дельфиной Бертран (Guitar Duo); Сандрин Десме (Duo Guitar and Flute), участвует в выступлениях Take Four Guitar Quartet, "Au Plaisir des Sens" и "Platero y yo" (два оригинальных ансамбля, в которые входят рассказчик и гитарист), в концертах вокального ансамбля Wappa Tonic. Активно сотрудничает с камерным ансамблем Emanon, который знакомит слушателей с музыкой бельгийских композиторов. Фостье выступал в качестве солиста с известными оркестрами: с Национальным Оркестром Бельгии, Академическим симфоническим оркестром Московской филармонии, Королевским Камерным Оркестром Валлонии, Brabant Orchestra, Neubrandenburg Philharmonic orchestra... У гитариста широкий репертуар произведений от барокко до современности, но наиболее близкими он считает сочинения испанских и латиноамериканских композиторов XIX-XX веков. Среди них гитарист особо выделяет сочинения Хоакина Родриго.
Преподает в Королевских консерваториях Антверпена и Гента, а также в Music Academy in Forest (Бельгия), является профессором Летней академии искусств. Регулярно проводит мастер-классы в Европе (в том числе в России). Испанский композитор Mariano Ferrández посвятил Йохану Фостье своё сочинение "Tres piezas para guitarra".
Играет на двенадцатиструнной гитаре, изготовленной  ирландским мастером Джорджем Лауденом.

## Награды
Среди побед гитариста:
- 1-я премия Mottola Guitar Festival (Италия).
- 1997 год. Лауреат Philippos Nakas Contest в Афинах.
- 1998 год. 1-я премия на фестивале "Tromp Muziek" в Эйндховене (Нидерланды)[8].
- 1997 год. Специальный приз за исполнительское мастерство на конкурсе в Алессандрии (Италия).
- 1998 год. 3-я премия на "Printemps de la Guitare" в Валькурте (Бельгия).
- 1999 год. 1-я премия и приз зрительских симпатий на конкурсе De Bonis в Козенца (Италия).
- 2000 и 2004 годы. Дважды лауреат Concurso Internacional de Guitarra Alhambra, Испания.
- 2001 год. победитель Guitar Foundation of America (GFA), Ла-Хойя, Сан-Диего, штат Калифорния, США.

## Дискография
- 2000 год. Vicente Asencio. Francisco Tárrega. Guitar works. Johan Fostier, guitar. Ars Musici.
- 2002 год. Johan Fostier. Guitar recital. Ponce, Asencio, Castelnuovo-Tedesco. Laureate Series. Naxos. Catalogue No: 8.557039. Barcode: 0747313203925[9]. Этот диск был записан в церкви Иоанна Златоуста в городе Ньюмаркет, Онтарио, Канада.
- 2001 год. Take Four guitar quartet. Ars Musici.
- Almaviva Duo. Por una canción. Guitart.
- 2012 год. Take Four Guitar Quartet. Tango perpetuel. Ars Musici.